# Shem Kororia
Shem Kororia (* 25. September 1972) ist ein ehemaliger kenianischer Langstreckenläufer. Internationale Erfolge erzielte er vor allem im Crosslauf, auf der 5000-m-Strecke, im Halbmarathon und Marathon.
1994 und 1997 wurde er mit seinem Team aus Kenia zweimal Crosslauf-Weltmeister.
Seinen größten Erfolg auf der Bahn feierte er bei den Leichtathletik-Weltmeisterschaften 1995 in Göteborg, als er beim 5000-Meter-Lauf in 13:17,59 min die Bronzemedaille errang. Aus demselben Jahr stammen seine Bestzeiten über 5000 (13:02,80 min) und 10.000 Meter (27:18,02 min).
1996 nahm Kororia für Kenia an den Olympischen Sommerspielen in Atlanta teil. Im 5000-Meter-Lauf erreichte er mit einer Zeit von 13:14,63 min den 9. Platz.
Im Jahr darauf wurde er am 4. Oktober 1997 in der slowakischen Stadt Košice Halbmarathon-Weltmeister und blieb mit einer Zeit von 59:56 min als dritter Mensch überhaupt unter der Ein-Stunden-Marke für die Halbmarathondistanz.
Danach versuchte er sich als Marathonläufer und belegte zweimal (1999 und 2000) beim New-York-City-Marathon den dritten Platz (das erste Mal mit seiner persönlichen Bestzeit von 2:09:32 h).

## Erfolge bei Internationalen Meisterschaften
- Goldmedaille für Kenia (Teamweltmeister) bei den Crosslauf-Weltmeisterschaften 1994 in Budapest
- Bronzemedaille über 5000 m bei den Weltmeisterschaften 1995 in Göteborg
- 9. Platz über 5000 m bei Olympischen Sommerspielen 1996 in Atlanta
- Goldmedaille für Kenia (Teamweltmeister) bei den Crosslauf-Weltmeisterschaften 1997 in Turin
- Goldmedaille im Halbmarathon bei den Halbmarathon-Weltmeisterschaften 1997 in Košice (Halbmarathonmeltmeister)
- Goldmedaille für Kenia (Teamweltmeister) bei den Halbmarathon-Weltmeisterschaften 1997 in Košice

## Persönliche Bestzeiten
| Strecke       | Zeit         | Jahr                            |
| ------------- | ------------ | ------------------------------- |
| 3000 m        | 7:33,13 min  | Monaco, 10. August 1996         |
| 5000 m        | 13:02,80 min | Stockholm, 10. Juli 1995        |
| 10.000 m Bahn | 27:18,02 min | Brüssel, 25. August 1995        |
| 10 Meilen     | 48:31 min    | Bern, 8. Mai 1999               |
| Halbmarathon  | 59:56 min    | Košice, 4. Oktober 1997         |
| Marathon      | 2:12:28 min  | London-Marathon, 16. April 2000 |